# Schweizer Geologenverband
Der Schweizer Geologenverband (CHGEOL) mit Sitz in Solothurn ist ein Schweizer Fachverband für Geologen aus der Praxis, Wissenschaft und Verwaltung.
Er will sich für die Wahrung des Ansehens, der fachlichen Autorität und der Unabhängigkeit der Geologen in der Schweiz einsetzen. Im Interesse seiner Mitglieder befasst er sich mit Fragen des Berufsstandes wie Beschäftigungslage, Berufsanerkennung, Gesetzgebung und Berufsethik. Dazu setzt sich der CHGEOL  mit dem s gesellschaftlichen und politischen Umfeld auseinander.
Der CHGEOL will Geologen bei der Erbringung von  Leistungen unterstützen. Er koordiniert  Aktivitäten  um die Geologie in der Schweiz und fördert die Weiterbildung. Er will die Kenntnis und das Ansehen der Geologie in der Öffentlichkeit verbessern.